# Lichtenfels, Bayern
Lichtenfels là thị xã ở bang Bayern, Đức, thủ phủ của huyện Lichtenfels. Thị xã nằm ở thượng lưu sông Main, cự ly khoảng 15 km về phía đông nam Coburg, và 30 km về phía đông bắc Bamberg.

## Hình ảnh

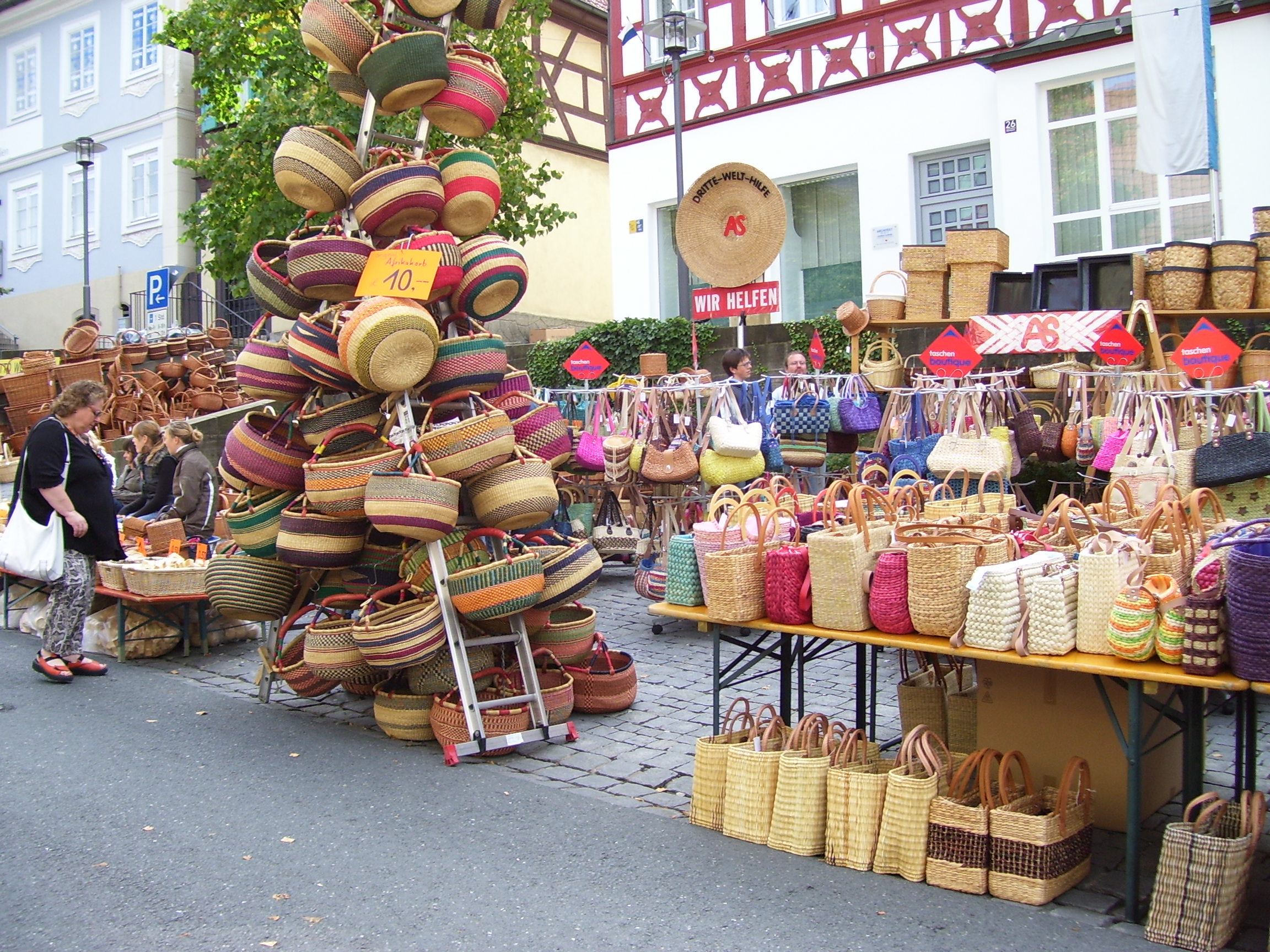
the Korbmarkt
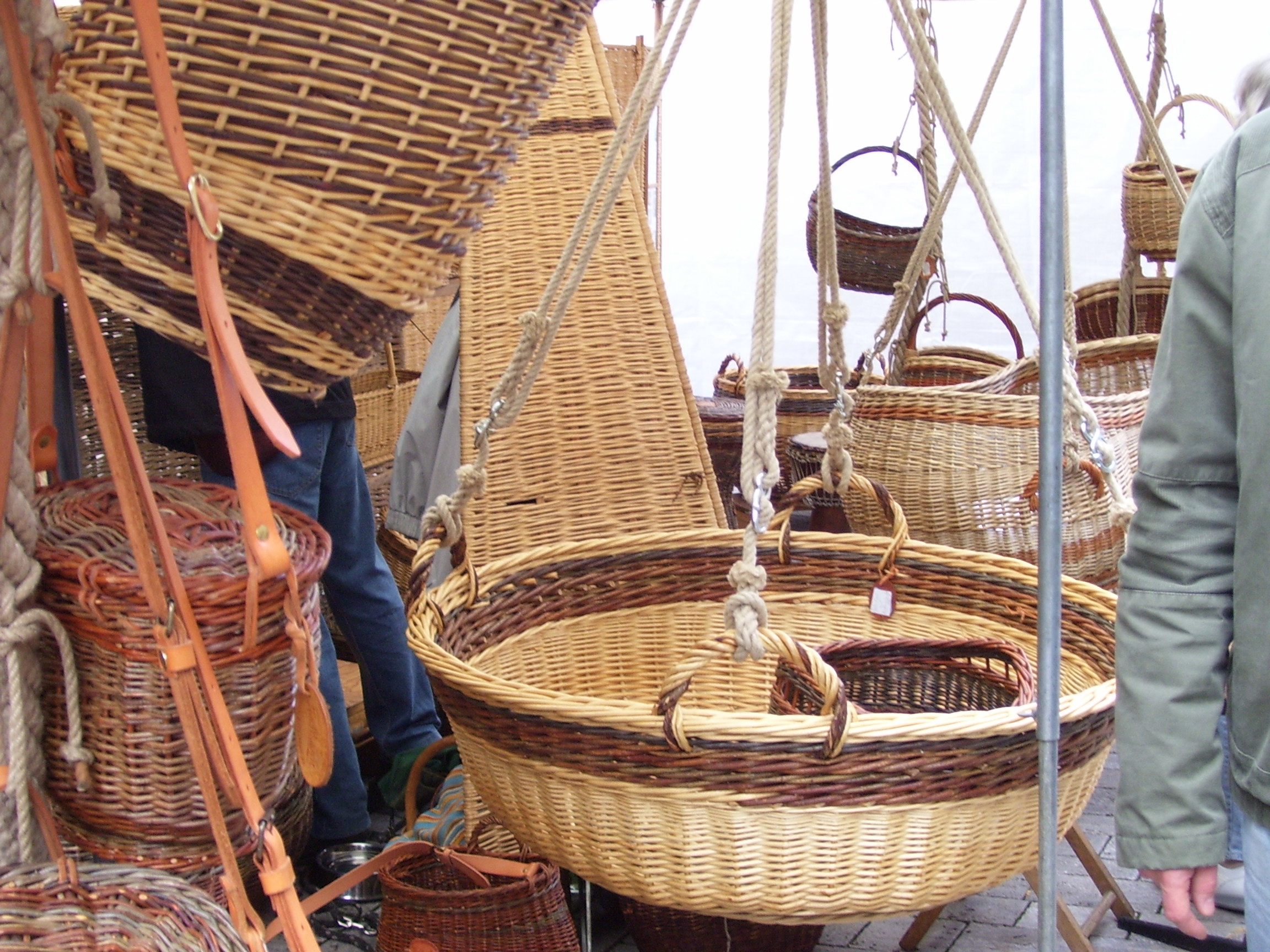
the korbmarkt

## Phân chia hành chính
Buch am Forst, Degendorf, Eichig, Gnellenroth, Hammer, Isling, Klosterlangheim, Kösten, Köttel, Krappenroth, Lahm, Mistelfeld, Mönchkröttendorf, Oberlangheim, Oberwallenstadt, Reundorf, Roth, Rothmannsthal, Schney, Schönsreuth, Seehof, Seubelsdorf, Stetten, Stöcken, Tiefenroth, Trieb, Unterwallenstadt và Weingarten.

## Người dân nổi tiếng
- Thomas Dehler
- Stefan Kießling
- Hans Nagler

## Thành phố kết nghĩa
- Ariccia, Italia
- Cournon-d'Auvergne, Pháp
- Prestwick, Scotland
- Vandalia, Hoa Kỳ